# Vardan Militoszján
Vardan Militoszján, örményül: արդան Միլիտոսյան (Leninakan, 1950. június 8. – Gjumri, 2015. április 29.) olimpiai és világbajnoki ezüstérmes, Európa-bajnok szovjet-örmény súlyemelő.

## Pályafutása
1950. június 8-án született Leninakanban. 1964-ben kezdett el súlyemeléssel foglalkozni és váltósúlyban versenyzett. Az 1975-ös vilniusi szovjet bajnokságon bronzérmet szerzett és tagja lett a szovjet válogatott keretnek. Az 1976-os montréali olimpián ezüstérmet szerzett. 1976-ban és 1978-ban Európa-bajnok lett. Ugyanezekben az években két világbajnoki ezüstérmet is szerzett. Az 1979-es leningrádi szovjet bajnokságon ezüstérmes lett. Összesen kilenc világrekordot állított fel váltósúlyban. 1980-ben nem került be az olimpiai csapatba és emiatt visszavonult. Szülővárosában edzőként kezdett el dolgozni. Leghíresebb tanítványa unokatestvére, Iszrajel Militoszján volt, aki olimpiai bajnok lett az 1992-es barcelonai olimpián könnyűsúlyban.

## Sikerei, díjai
- Olimpiai játékok – 75 kg
  - ezüstérmes: 1976, Montréal
- Világbajnokság – 75 kg
  - ezüstérmes (2): 1976, 1978
- Európa-bajnokság – 75 kg
  - aranyérmes (2): 1976, 1978
- Szovjet bajnokság – 75 kg
  - 2.: 1979
  - 3.: 1975